# Военно-воздушные силы Китайской Народной Республики
Военно-воздушные силы Народно-освободительной армии Китая (кит. 中国人民解放军空军, пиньинь Zhōngguó Rénmín Jiěfàngjūn Kōngjūn) — один из видов вооружённых сил Народно-освободительной армии Китайской Народной Республики.
По состоянию на 2022 год численность личного состава — 395 тыс. человек. В начале 2023 года на вооружении находилось более 2560 боеспособных самолётов (всего около 3380) и свыше 860 ПУ ЗУР.

## История

Флаг ВВС КНР

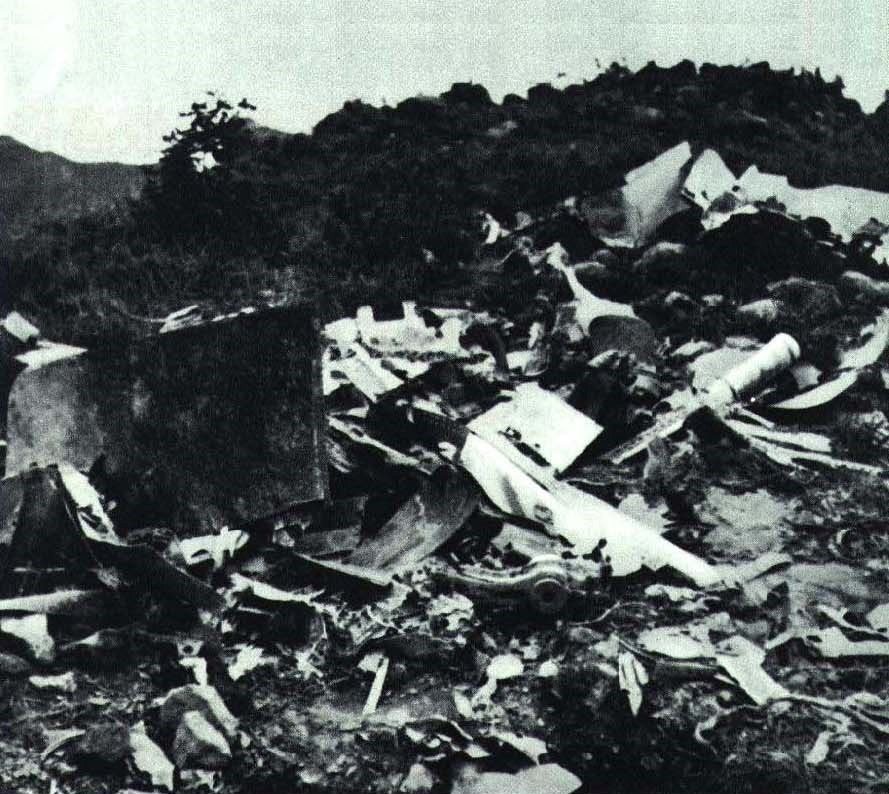
Обломки одного из двух штурмовиков A-6 Intruder ВМС США, сбитых китайскими истребителями МиГ-19 21 августа 1967 года

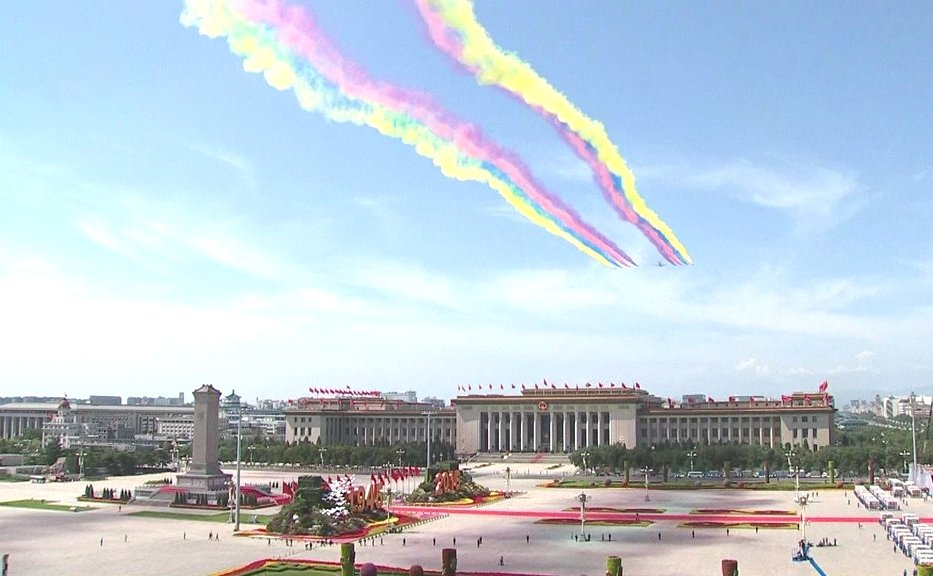
Пролёт на параде в честь 70-й годовщины Победы китайского народа в войне сопротивления Японии и окончания Второй мировой войны. Пекин, 3 сентября 2015 года

Военно-воздушные силы НОАК были созданы 11 ноября 1949 года после победы Компартии Китая в гражданской войне. Серьёзную роль в их создании и вооружении сыграл Советский Союз. С середины 1950-х годов началось производство советских самолётов на китайских заводах. «Большой скачок», разрыв отношений с СССР и «культурная революция» нанесли серьёзный ущерб китайским ВВС. Несмотря на это, в 1960-е началась разработка собственных боевых самолётов. После окончания холодной войны и распада СССР Китай начал модернизацию своих ВВС, закупив у России многофункциональные истребители Су-30 и освоив лицензионный выпуск истребителей Су-27. Позднее, Китай разорвал контракт по поставке российских истребителей и начал выпускать свои самолёты на основе полученных технологий.
Война в Корее
ВВС НОАК приняли участие в Корейской войне (1950—1953), во время которой была создана Объединённая воздушная армия, состоявшая из китайских и северокорейских авиационных частей. В начале 1960-х с помощью артиллерии, зенитных ракет и истребителей было сбито 3 P2V, 1 RB-57D, 5 U-2 и 3 RF-101A ВВС Тайваня, которые совершали разведывательные полёты.
Война во Вьетнаме
Во время войны во Вьетнаме (1965—1973) китайская авиация сбила ряд американских беспилотных разведчиков, несколько самолётов и несколько сотен аэростатов, вторгшихся в воздушное пространство страны.
- Истребители МиГ-19 ВВС НОАК (в том числе и местного производства — J-6) без потерь со своей стороны одержали не меньше 16 воздушных побед над авиацией США[5].
- Китайские МиГ-21 сбили намного больше целей, однако все были беспилотными — 6 БПЛА[6] и более 300 разведывательных аэростатов[7].
- МиГ-17 ВВС НОАК также внесли свой вклад в эту войну уничтожив 2 американских самолёта[8][9] и 1 БПЛА[10].

Дальнейшая служба
По тем или иным причинам ВВС НОАК почти не принимали участия в китайско-вьетнамской войне (1979).
Военно-воздушные силы НОАК проводили вблизи о. Тайвань учения[когда?], в которых были задействованы истребители, самолёты раннего обнаружения и стратегический бомбардировщик «H-6K».

## Организация
Рода войск
ВВС Китая включают:
- авиацию;
  - бомбардировочную;
  - штурмовую;
  - истребительную;
  - разведывательную;
  - военно-транспортную;
- зенитные ракетные войска;
- зенитную артиллерию;
- радиотехнические войска;
- воздушно-десантные войска.

Общее руководство ВВС осуществляет Генеральный штаб НОАК, непосредственное руководство — командующий ВВС и штаб ВВС.
В каждом из семи военных округов (Шэньянском, Пекинском, Ланьчжоуском, Цзинаньском, Нанкинском, Гуанчжоуском, Чэндуском) имеется группировка авиации, командующий которой оперативно подчинён командующему военным округом.
Авиация военных округов состоит из авиационных дивизий, отдельных авиационных полков, авиационных академий.
Авиационные дивизии являются основными тактическими соединениями, состоят из двух—трёх авиационных полков.
Авиационные полки являются основной тактической частью, состоят из двух—трёх авиационных эскадрилий. Авиационные эскадрильи состоят их трёх авиационных звеньев. Звенья включают три (в бомбардировочной авиации) или четыре самолёта (в истребительной и штурмовой авиации). Кроме того, в составе полков имеется некоторое количество учебных и вспомогательных самолётов. В зависимости от предназначения авиационный полк может насчитывать от 20 до 40 самолётов.
Воздушно-десантные войска представлены Воздушно-десантным корпусом, который до 2017 года носил название 15-й воздушно-десантный корпус ВВС НОАК, состоявший из 3 воздушно-десантных дивизий.

## Пункты базирования
Аэродромная сеть насчитывает более 400 аэродромов, в том числе 350 с твёрдым покрытием взлётно-посадочной полосы.
Оперативная ёмкость аэродромов составляет 9000 самолётов, что почти в три раза больше авиационного парка.
В ноябре 2022 года Китай начал расширение базы ВВС в уезде Суйси (провинция Гуандун), где находится база южного флота ВМС КНР. Расширение базы ВВС позволит принимать более крупные самолеты типа бомбардировщиков H-6, самолетов-топливозаправщиков и грузовых самолетов Y-20.

## Боевой состав
| Обозначение формирования или части | Вооружение и оснащение | Место расположения |
| ---------------------------------- | ---------------------- | ------------------ |
|                                    |                        |                    |
|                                    |                        |                    |
|                                    |                        |                    |
|                                    |                        |                    |
|                                    |                        |                    |
|                                    |                        |                    |
|                                    |                        |                    |

## Техника и вооружение

### Справочные данные
Ниже представлена информация о типах используемой техники: В таблице не приводятся данные о летательных аппаратах военно-морской авиации ВМС НОАК и армейской авиации сухопутных войск НОАК.
| Тип                                             | Изображение             | Разработчик             | Количество              | Примечания |                         |
| Боевые самолёты                                 | Боевые самолёты         | Боевые самолёты         | Боевые самолёты         | Боевые самолёты | Боевые самолёты         |
| Дальние бомбардировщики                         | Дальние бомбардировщики | Дальние бомбардировщики | Дальние бомбардировщики | Дальние бомбардировщики | Дальние бомбардировщики |
| ----------------------------------------------- | ----------------------- | ----------------------- | ----------------------- | --- | ----------------------- |
| Xian H-20                                       |                         | Китай                   | Нет данных              | Новый малозаметный стратегический бомбардировщик |                         |
| Xian H-6                                        |                         | Китай                   | 219+                    | >12 H-6N, около 110 H-6K, 18 бывших морских H-6J, 40 H-6H/M, 27 H-6 G/G и около12 H-6A. Китайские модификации советского реактивного бомбардировщика Ту-16. Являются носителями ядерного и гиперзвукового оружия. |                         |
| Истребители-бомбардировщики                     |                         |                         |                         | |                         |
| J-36                                            |                         | Китай                   | 0                       | Китайский дальний истребитель-бомбардировщик нового поколения. Проходит лётные испытания. Управляется двумя сидящими бок о бок пилотами. Имеет три двигателя, длинный и глубокий внутренний подфюзеляжный отсек вооружения, и два боковых отсека вооружения. Между носовой БРЛС и кабиной экипажа находятся окна электрооптической системы наблюдения. |                         |
| Xian JH-7А                                      |                         | Китай                   | 200                     | Китайский истребитель-бомбардировщик, заменил устаревшие штурмовики Q-5. |                         |
| Истребители                                     |                         |                         |                         | |                         |
| J-20                                            |                         | Китай                   | 230+                    | Дислокация бригад: Аньшань, Цзинин, Чжэнчжоу, Уху, Хучжоу, Гуйлинь и Корла. |                         |
| J-35A                                           |                         | Китай                   | Нет данных              | Принят на вооружение. Запущен в серийное производство. Существование модификации, предназначенной для ВВС, рассекречено в 2024 году. |                         |
| Су-35                                           |                         | Россия                  | 24                      | Многоцелевой истребитель поколения «4++». Подписан контракт на поставку 24 самолётов.. База — Чжаньцзян. |                         |
| Су-30                                           |                         | Россия                  | 97                      | 73 Су-30МКК + 24 Су30 МК2. МФИ. Многоцелевой истребитель поколения «4+». Модернизированный, коммерческий, китайский; Flanker-G — версия Су-30МК для Китая. Двухместный истребитель с расширенными возможностями работы по наземным целям, БРЛС Н001М модернизирована в БРЛС Н001ВЭ. Двигатели — АЛ-31Ф. Первый полет 1999 г. |                         |
| J-16                                            |                         | Китай                   | 300                     | Разработан на базе J-11BS. Оснащён РЛС с АФАР (1760 ППМ) и китайскими двигателями WS-10B. Вооружён ракетами воздушного боя PL-10, PL-15 и PL-17, ракетами воздух-поверхность AKF98A, YJ-83K, планирующей кассетной бомбой TL500/GB6 и другими боеприпасами. |                         |
| Shenyang J-11                                   |                         | Китай                   | 245                     | 95 J-11 + 110 J-11B/BS + 40 J-11 BG. Китайский многоцелевой истребитель, сначала собирались по лицензии из комплектов с 1998 года, являющийся лицензионным вариантом советского истребителя Су-27, в дальнейшем J-11В оснащаются китайской авионикой и системами вооружения. Создан для замены J-7, J-8. |                         |
| Су-27УБК                                        |                         | Россия                  | 32                      | МФИ. Многоцелевой учебно-боевой истребитель поколения «4». |                         |
| Chengdu J-10                                    |                         | Китай                   | 608                     | 236 J-10A; 55 J-10B; 240 J-10C, 77 J-10S МФИ. Китайский многоцелевой истребитель, создан для замены J-7, J-8. |                         |
| Shenyang J-8                                    |                         | Китай                   | 40                      | 40 J-8F/H МФИ. Китайский многоцелевой истребитель, самолёт является дальнейшим развитием конструкции производившегося по лицензии МиГ-21, однако китайский истребитель больше по размерам и имеет два двигателя. Аэродинамическая схема самолёта напоминает перехватчик Су-15. |                         |
| Chengdu J-7                                     |                         | Китай                   | 289                     | Китайский многоцелевой истребитель, самолёт является развитием конструкции производившегося по лицензии МиГ-21. Учебный истребитель Собирались с 1966 по 2008 год |                         |
| Самолёты ДРЛОиУ                                 |                         |                         |                         | |                         |
| KJ-3000                                         |                         | Китай                   | 0                       | Проходит лётные испытания. Создан на базе военно-транспортного самолёта Y-20B с китайскими двигателями WS-20. Оснащён штангой топливозаправки, двухсторонней РЛС с АФАР, антенной спутниковой связи, антеннами радиоэлектронной разведки и другим оборудованием. |                         |
| KJ-2000                                         |                         | Китай                   | 4                       | Самолёт ДРЛОиУ на базе Ил-76МД. РЛС с тремя полотнами АФАР установлена в неподвижном дисковидном обтекателе. Дальность обнаружения — 470 км. Одновременно сопровождает сотни целей. Под верхним обтекателем в передней части фюзеляжа находятся антенны спутниковой связи и навигации. Базируется в Уси. |                         |
| KJ-700                                          |                         | Китай                   | Нет данных              | Служит в военно-морской авиации. По мнению экспертов также вошёл в состав ВВС. Многоцелевой самолёт, сочетающий функцию ДРЛОиУ с разведкой морских и наземных целей. В «грибе» находятся антенна спутниковой связи и РЛС, состоящая из двух АФАР, работающих в разных диапазонах волн. Носовую РЛС переместили под фюзеляж. На её место установили поворотный комплекс с лазерным дальномером, инфракрасным датчиком и оптической камерой с большой апертурой. Увеличились обтекатели боковых антенн радиоэлектронной разведки, за которыми возможно скрываются новые АФАР. Дополнительные антенны есть на законцовках крыльев и внутри хвостового обтекателя. |                         |
| KJ-500                                          |                         | Китай                   | 40                      | Самолёт ДРЛОиУ с тремя АФАР на неподвижном «грибе». Отслеживает 60—100 целей в радиусе 470 км. Имеет дополнительную РЛС под носовым обтекателем, антенны радиоэлектронной разведки по бортам и антенну спутниковой связи Серийное производство продолжается на пульсирующей линии. На авиасалоне в Чжухае, среди техники принятой на вооружение ВВС НОАК, была продемонстрирована модификиация KJ-500A, оснащённая штангой топливозаправки. Базы: Цзюцзян, Лхаса, Шигадзе, Голмуд и Гуйян. |                         |
| KJ-200                                          |                         | Китай                   | 4                       | Самолёт ДРЛО на базе Shaanxi Y-8. Оснащён РЛС JY-06 и дополнительными антеннами. Размещён на аэродроме в Уси. |                         |
| Самолёты радиоэлектронной борьбы                |                         |                         |                         | |                         |
| Y-9LG                                           |                         | Китай                   | Нет данных              | Принят на вооружение. Самолёт РЭБ, обладающий развитыми возможностями разведки. Усеян антеннами, позволяющими вести радиоэлектронную разведку и осуществлять радиоэлектронное противодействие на больших расстояниях. Подобно самолёту ДРЛОиУ KJ-200 оснащён поисковой двусторонней надфюзеляжной РЛС, но более современной, с АФАР. В отличии от KJ-200 под фюзеляжем смонтирована дополнительная РЛС с синтезированной апертурой для поиска наземных целей. Таже имеются носовая метеорологическая РЛС и хвостовая антенна. Самолёт оборудован антеннами V/UHF и спутниковой связи.                                                                          |                         |
| Y-9DZ                                           |                         | Китай                   | Нет данных (1+)         | Самолёт РЭБ. Принят на вооружение. |                         |
| Y-9G (GX-11)                                    |                         | Китай                   | 3                       | Самолёт РЭБ. База — Гуйян. |                         |
| Y-8G                                            |                         | Китай                   | 6                       | Самолёт РЭБ. Базы: Гуйян, Цзясин, Лучжоу, Шэньян. |                         |
| Y-8CB                                           |                         | Китай                   | 4                       | Самолёт РЭБ. Базы: Гуйян, Цзясин, Лучжоу, Шэньян. |                         |
| Y-8XZ и Y-9XZ                                   |                         | Китай                   | 4                       | Самолёты РЭБ (связь) и психологических операций. База — Гуйян. |                         |
| J-16D                                           |                         | Китай                   | 12                      | Самолёт РЭБ, созданный на базе истребителя J-16. Имеет контейнеры РЭБ на законцовках крыльев, вооружён противорадиолокационными ракетами: YJ-91 (развитие X-31П), LD-10 (версия PL-12) и CM-102, а также барражирующим боеприпасом TL-30 дальностью 280 км. |                         |
| Wing Loong-10 или WL-10 (WZ-10)                 |                         | Китай                   | Нет данных              | БПЛА радиоэлектронной борьбы. |                         |
| Разведывательные и ударные беспилотные самолёты |                         |                         |                         | |                         |
| WZ-8                                            |                         | Китай                   | >2                      | Сверхзвуковой (3 M) или гиперзвуковой (6+ M) pазведывательный ракетоплан поднимающийся на максимальную высоту 30 км или 49 км. Прикреплён к одной из бомбардировочных дивизий, развёрнутой на аэродроме городского округа Луань. Некоторые специалисты считают возможным использование WZ-8 для ударов, в качестве БПЛА-камикадзе. |                         |
| WZ-7 (EA-03)                                    |                         | Китай                   | >12                     | Стратегический БПЛА. Разведка и целеуказание. Находится в серийном производстве.. Пункты дислокации: Сыпин и Шигадзе. |                         |
| GJ-11 (Lijian)                                  |                         | Китай                   | н/д                     | Ударный малозаметный БПЛА. Проходил испытания в 2014 г.. Хвостовая часть БПЛА переделана для того, чтобы спрятать сопло двигателя. |                         |
| CH-5                                            |                         | Китай                   | н/д                     | Разведывательно-ударный БПЛА, отличающийся большой дальностью и продолжительностью полёта. Базируется в Аксу. |                         |
| GJ-2 (Wing Loong II)                            |                         | Китай                   | н/д                     | Разведывательно-ударный БПЛА. В серийном производстве. Развёрнут в провинции Юньнань. Объявлено о существовании второго полка БПЛА на аэродроме Хотан. |                         |
| GJ-1 (Wing Loong)                               |                         | Китай                   | >12                     | Разведывательно-ударный БПЛА. В серийном производстве. Подобен БПЛА «Предатор». Поставляется на экспорт. |                         |
| Tengden TB-001                                  |                         | Китай                   | н/д                     | Разведывательно-ударный БПЛА с дальностью 7000 км и продолжительностью полёта 36 часов. Патрулировал в Восточно-Китайском море и вокруг Тайваня. |                         |
| BZK-005                                         |                         | Китай                   | 84                      | Средневысотный БПЛА. Базы: Чжоушань, Лхаса, Чжанъе. |                         |
| BZK-007                                         |                         | Китай                   | н/д                     | |                         |
| Самолёты-заправщики                             |                         |                         |                         | |                         |
| YY-20                                           |                         | Китай                   | 17                      | Создан на базе транспортного самолёта Y-20. |                         |
| Ил-78                                           |                         | Россия                  | 3                       | Всего заказано 3 единицы. База — Ухань. |                         |
| H-6U/DU                                         |                         | Китай                   | 15                      | |                         |
| Транспортные самолёты                           |                         |                         |                         | |                         |
| Xian Y-20                                       |                         | Китай                   | 55                      | Китайский тяжёлый военно-транспортный самолёт, совершил первый полёт 26 января 2013 года. С 2016 г. поступает в войска. Находится в составе транспортных дивизий. Базы: Чэнду и Кайфын. |                         |
| Ил-76МД/ТД                                      |                         | СССР Россия             | 20                      | Транспортный самолёт. Транспортные дивизии, находящиеся в городах Ухань и Ичан. |                         |
| Shaanxi Y-9                                     |                         | Китай                   | 30                      | Транспортный самолёт, глубокая модернизация Shaanxi Y-8, принятая на вооружение НОАК в 2012 году. Транспортные дивизии и транспортные поисково-спасательные бригады. |                         |
| Shaanxi Y-8                                     |                         | Китай                   | 36                      | Средний транспортный самолёт. Транспортные поисково-спасательные бригады и корпус ВДВ. |                         |
| Ту-154M                                         |                         | СССР                    | 8                       | Транспортный самолёт. |                         |
| Boeing 737—300 Boeing 737—700                   |                         | США                     | 2                       | Транспортный самолёт. |                         |
| Bombardier RJ200LR                              |                         | Канада                  | нет данных              | Транспортный самолёт. |                         |
| Bombardier RJ700                                |                         | Канада                  | 5                       | Транспортный самолёт. |                         |
| Xian Y-7                                        |                         | Китай                   | 43                      | Транспортный самолёт. Транспортные поисково-спасательные бригады и корпус ВДВ. |                         |
| Harbin Y-12                                     |                         | Китай                   | 12                      | Транспортный самолёт. Корпус ВДВ. |                         |
| Shijiazhuang Y-5                                |                         | Китай                   | 90                      | Общего назначения. Транспортные поисково-спасательные бригады и корпус ВДВ. |                         |
| Tengden Twin-Tailed Scorpion D                  |                         | Китай                   | 0                       | Транспортный четырёхдвигательный БПЛА. Имеет грузовой отсек с двумя дверьми. Берёт 1,5 тонны полезной нагрузки. Лётное испытание БПЛА показано государственным военным телевидением Китая. |                         |
| TP500                                           |                         | Китай                   | 0                       | Транспортный БПЛА. Доставляет 500 кг грузов в радиусе 500 км. Максимальная дальность — 1800 км. Лётное испытание прототипа показано СМИ, принадлежащим НОАК, но это не гарантирует, что данный БПЛА поступит на вооружение ВВС НОАК. |                         |
| Учебные самолёты                                |                         |                         |                         | |                         |
| Hongdu JL-10                                    |                         | Китай                   | >50                     | Учебно-боевой, создан для замены морально устаревшего учебно-боевого самолёта Hongdu JL-8. |                         |
| Guizhou JL-9                                    |                         | Китай                   | 30                      | Учебно-боевой, создан для замены морально устаревшего учебно-боевого самолёта Hongdu JL-8. |                         |
| Hongdu JL-8                                     |                         | Китай · Пакистан        | 350                     | Учебно-боевой. |                         |
| Chengdu JJ-7                                    |                         |                         | 200                     | |                         |
| Hongdu Yakovlev CJ-7                            | Фото                    | Китай                   |                         | Учебно-тренировочный перспективный поршневой самолёт первоначальной подготовки |                         |
| Nanchang CJ-6/A/B                               |                         | Китай                   | 400                     | Учебно-тренировочный поршневой самолёт первоначальной подготовки |                         |
| Вертолёты                                       |                         |                         |                         | |                         |
| CAIC WZ-10                                      |                         | Китай                   | 8                       | Ударный вертолёт. Корпус ВДВ. |                         |
| Harbin Z-20                                     |                         | Китай                   | 26                      | Многоцелевой вертолет. На вооружении Корпуса ВДВ насчитывается не менее 5 вертолётов. Z-20 служат и в авиационных бригадах, не относящихся к ВДВ. |                         |
| Harbin Z-9                                      |                         | Китай                   | 32                      | 20 Z-9 и 12 Z-9WZ. Разведывательно-ударные Z-9WZ служат в Корпусе ВДВ. |                         |
| Changhe Z-8                                     |                         | Китай                   | Более 26                | Из них 8 Z-8KA в корпусе ВДВ. Транспортный вертолёт. |                         |
| Ми-171                                          |                         | Россия                  | более 4                 | Модификация вертолёта Ми-8АМТ, имеет сертификат, выданный Межгосударственным авиационным комитетом. |                         |
| Ми-17В                                          |                         | Россия Китай            | 2                       | Транспортные поисково-спасательные бригады. |                         |
| Eurocopter AS332                                |                         | Франция                 | более 6                 | Транспортный вертолёт. |                         |
| Eurocopter EC725                                |                         | Европейский союз        | 3                       | |                         |

### Перспективы развития
По данным планируется разработка нового стратегического бомбардировщика. При этом предполагается, что как прототип будет использован американский B-2A, вес боевой нагрузки 20-30 тонн, дальность полёта до 12 тыс. км. Самолёт будет способен нести крылатые ракеты, развивать сверхзвуковую скорость полёта, и обладать маленькой радиолокационной заметностью.
Отсутствие опыта создания самолётов большой грузоподъёмности, и потребность в таковых, побудили КНР заключить контракт с КБ «Антонов» и «Мотор Сич». В провинции Шэньси и около города Чунцин строятся производственные цеха и жильё для сотрудников двух указанных украинских компаний, где они будут жить вместе с семьями. Покупка технологий позволит ВВС НОАК полностью избавиться от зависимости от закупок иностранных самолётов, как например, при создании самолёта ДРЛО KJ-2000.
По данным South China Morning Post (за 8 июня 2017), Китай добился существенных успехов в разработке воздушно-космического самолёта. Предполагается, что он будет взлетать горизонтально, и может использоваться как для доставки грузов на орбитальную станцию, так и в военных целях. Финансирование проекта проводится НОАК. В 2011 г. совершил первый успешный суборбитальный полёт космический аппарат многоразового использования Шэньлун.
Китайская компания Aviation Power Co завершила строительство линии по производству авиационных двигателей средней тяги третьего поколения.
Китайская компания Aviation Power Co сообщила, что сейчас КНР может приступить к массовому производству военных самолётов, не полагаясь на импортные двигатели.
Руководство Западного объединённого командования НОАК 10 февраля 2021 г. ввело в эксплуатацию разработанный в КНР многоцелевой вертолёт Z-20.
Согласно плану по модернизации парка бомбардировочной авиации, ВВС НОАК к 2033 году поставят на долговременное хранение или спишут около 72 бомбардировщиков Hong-6M/H и увеличат количество Hong-20 до 40 единиц. Общее число стратегических бомбардировщиков будет доведено до 209 единиц.
В июне 2023 г. группа ученых из Пекинского технологического института разработала покрытие для обработки БПЛА и гиперзвукового вооружения, которое способно предотвратить их перехват и уничтожение лазерным оружием.

## Зенитные ракетные войска
На вооружении находится около 900 пусковых установок зенитных ракетных комплексов, большинство из которых являются дальнобойными: С-400, С-300ПМУ/ПМУ1/ПМУ2, HQ-9 различных модификаций и HQ-22. В меньших количествах имеются ЗРК средней и малой дальности: HQ-12 и HQ-6. Военно-воздушные силы приняли на вооружение ЗРК HQ-19, который специализируется на перехвате баллистических ракет. Китайские эксперты полагают, что он умеет сбивать гиперзвуковые планирующие блоки. 
Разработан новый комплекс объектовой ПВО HQ-11 на замену его устаревающему предшественнику HQ-6A. Новый комплекс объединяет ЗРК и ЗАК с одиннадцатиствольной пушкой. Зенитная установка разработана на базе корабельного ЗАК Type 1130.

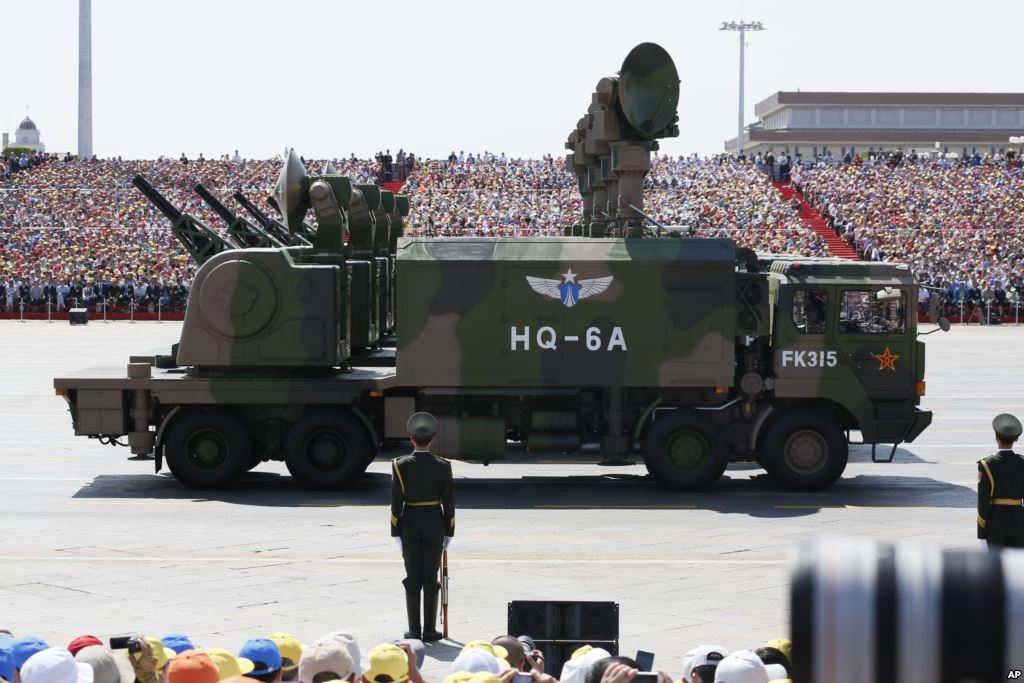
НQ-6A включает ЗРК и ЗАК
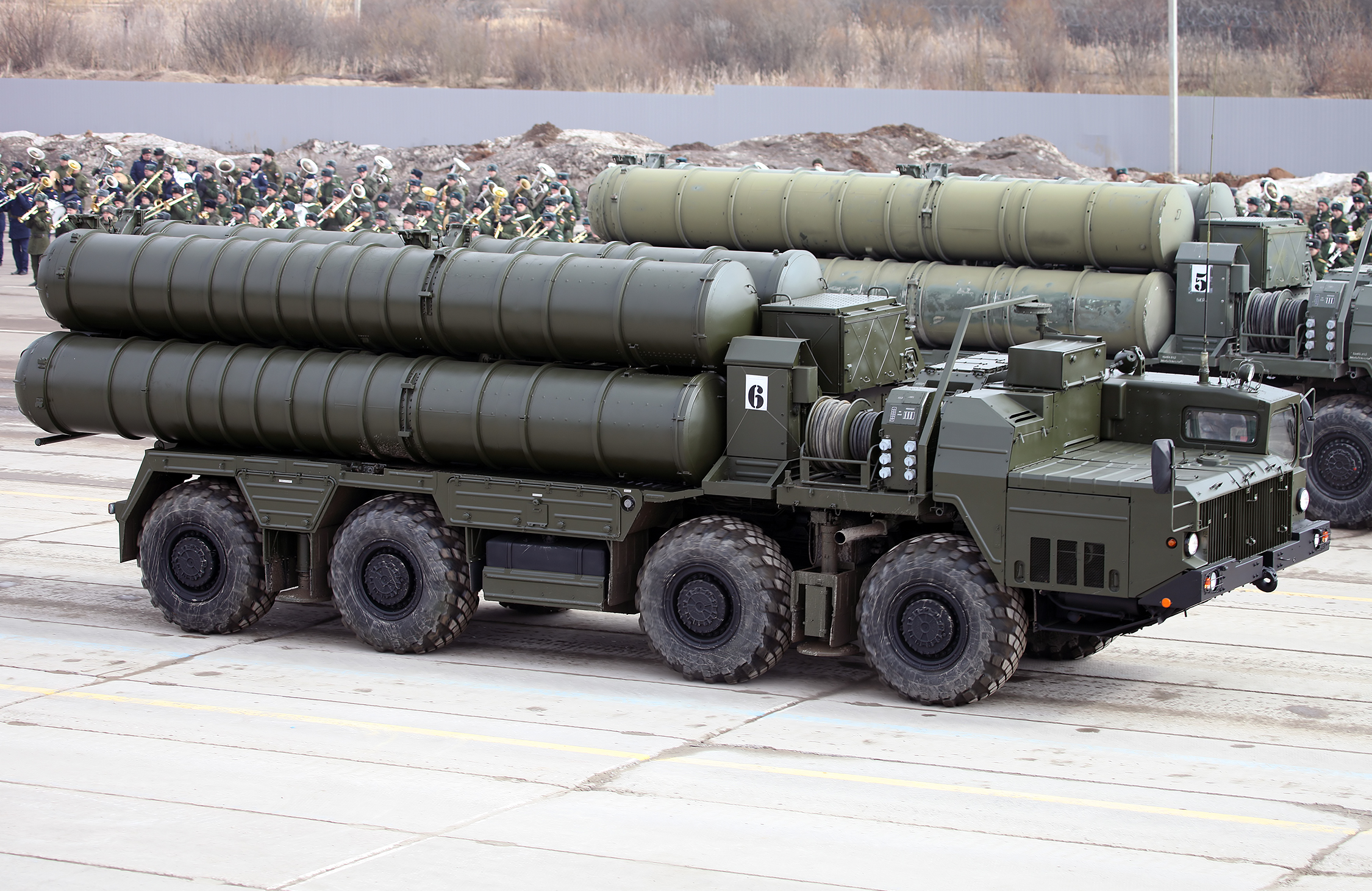
ЗРК C-400
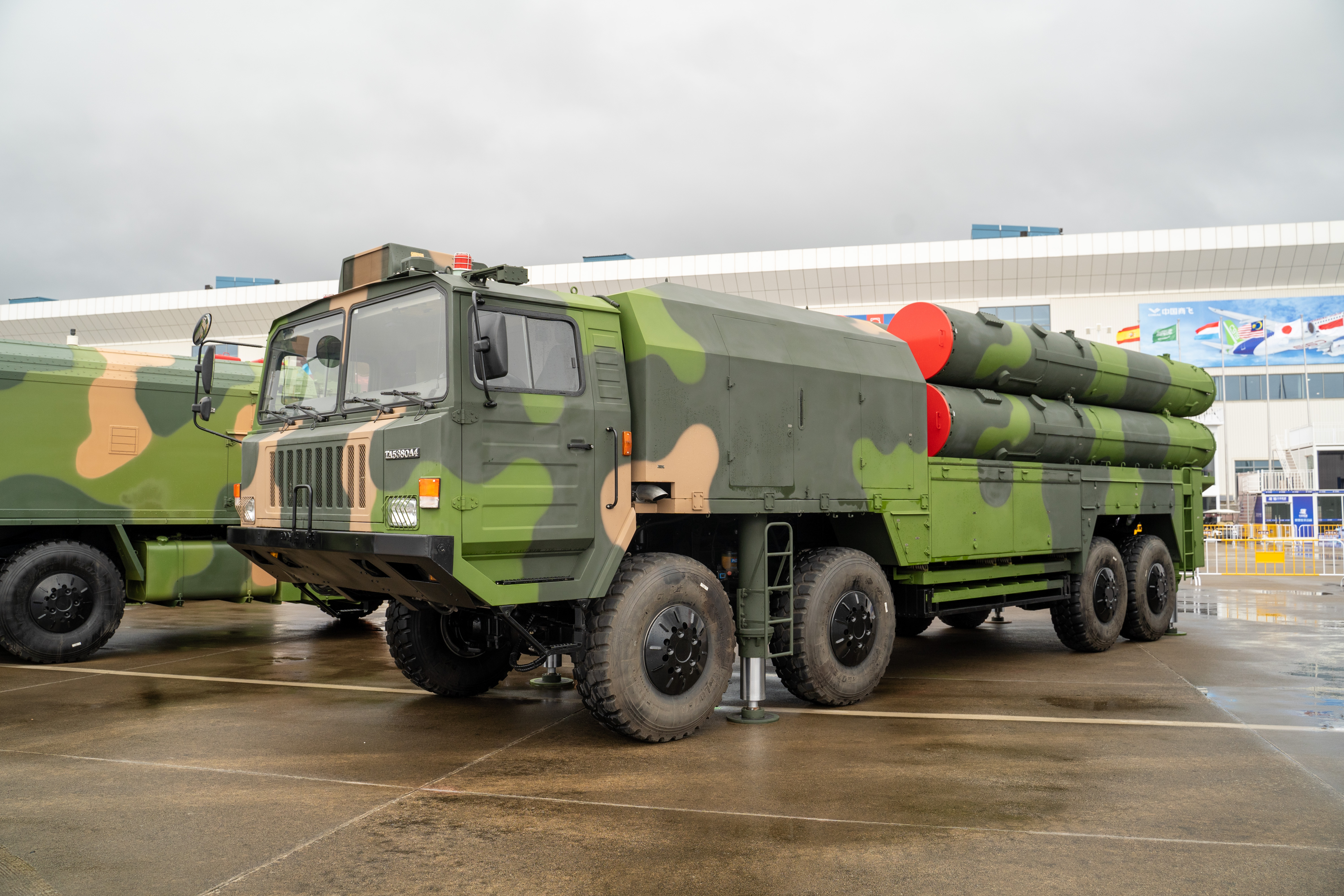
Система ПРО HQ-19

## Радиотехнические войска
На вооружении находится РЛС YLC-2, YLC-8B, YLC-18.

## Воздушно-десантные войска
В июле 1950 г. в НОАК было сформировано первое подразделение ВДВ, которое называлось «1-я бригада воздушной пехоты ВВС», а в сентябре 1951 г. её переименовали в 1-ю дивизию воздушных пехотинцев ВВС. В 1957 г. подразделение превратилось в Дивизию ВДВ, а в начале 1960-х — в Корпус ВДВ.
На вооружении Воздушно-десантного корпуса ВВС НОАК имеются боевые машины десанта ZBD-03, бронеавтомобили CS/VN3, 120-мм САУ (гаубица-миномёт) на шасси ZBD-03, устаревшие 122-мм буксируемые гаубицы, устаревшие буксируемые РСЗО малой дальности, пусковые установки противотанковых управляемых ракет, переносные миномёты, ПЗРК и другое вооружение. ВДВ Китая широко используют спутниковую навигационную систему Бэйдоу и современные системы связи.
Бойцы ВДВ применяют малые беспилотные самолёты вертикального влёта и посадки, название которых не раскрывается.
В июле 2004 г. проводились первые комплексные учения, в которых использовались реальные боеприпасы, и в которых отрабатывали нападение на противника с воздуха и с земли.
Сопоставив имеющуюся информацию, А. Храмчихин написал сценарий, и Н. Михалков сделал телепередачу, затрагивающую возможное применение ВДВ Китая.

## Испытания
В КНР 6 февраля 2018 года успешно проведены испытания беспилотного летательного аппарата (БПЛА) Цхайхун 4 (CH-4). Испытания продолжались шесть дней с применением различного боевого вооружения.

## Учения
Военно-воздушные силы Народно-освободительной армии Китая 25 марта 2018 г. провели учения в западной части Тихого океана и над акваторией Южно-Китайского моря. В учениях были задействованы 12 бомбардировщиков Xian H-6K и истребители Су-35.

## Аварийность
Газета South China Morning Post сообщила в 2022 году, что за последние шесть десятилетий ВВС КНР потеряли более 2000 пилотов.